# 中国环球电视网纪录频道
中国环球电视网纪录频道是中国环球电视网（CGTN）旗下英语纪录片频道。该频道前身为中国中央电视台纪录频道的英文版，播出的纪录片种类包括自然、地理、人文、政治、历史等等。

## 历史
2011年1月1日午夜，中国中央电视台为配合之后开播的该频道而统一更换各频道标志，增加频道名称注释。该频道的频道标识被定为“CCTV-9 Documentary”（英文版）。2011年1月1日上午8时，该频道正式开播。不过，该频道的频道标识“CCTV-9 Documentary”（英文版）已经于2010年12月18日提前启用，而其它频道则在2011年1月1日启用。
2014年1月7日零时，该频道的高清英文版率先以港台電視33名義於香港通過香港電台的數碼电视33频道試播，直至該频道於2017年5月29日早上6時起改为转播中国中央电视台综合频道（CCTV-1）港澳版为止，而该频道已於2022年7月1日於港台電視34復播。
2015年8月17日凌晨，该频道标清版台标横向压缩以适应16:9格式，同时播出16:9节目时画面横向压缩成4:3。2016年9月1日，该频道的高清版在中星6B上星清流（开锁）播出。
2016年12月31日中午12时，因應中国环球电视网开播，原「中国中央电视台英语纪录频道」（CCTV-9 Documentary）更名為「中国环球电视网纪录频道」（CGTN Documentary），但该频道依然由中国中央电视台纪录频道节目中心负责，只是将频道台标和台呼更改为“CGTN Documentary”，并继续维持原先英语纪录频道时期的包装。
2019年8月16日，中央广播电视总台正式组建英语环球节目中心，该频道被划入该中心，并于2019年10月14日晚上19时启用新包装，并同时启用全新的口号“See the Changes”（看见改变）。
2020年6月，中国环球电视网纪录频道開設官方YouTube频道。

## 播出
中国环球电视网纪录频道以英语广播为主，播放地区不僅在中国大陆境内，境外地区也可收看。频道主要以全天24小时不间断播放央视所制播、或由国内其他制作公司或电视台制作，央视拥有全球播放权的纪录片。
在开播后，该频道每天播出3小时首播节目，经过多次改版后，现为每天6小时的首播节目。开播初期播出的纪录片为中文配音、英文字幕，之后开始播出以英语配音的纪录片，但不設中文字幕（部分纪录片同时提供英文字幕，而《百年巨匠》（20th Century Masters）则提供中、英文字幕）。

### 中国内地播放
该频道最初为CCTV-9海外版，而在全国各地有线电视和IPTV情况当中，还有部分地区播放该频道，而有些地区因该频道并非重要，或并非像CGTN主频那样是广电总局的政策必传频道，因此对其不了了之。而在该频道的高清信号上星后，即使全国大多数地区有线电视网对该频道不了了之，但终有特例，例如福建广电网络于2017年4月14日起传送了CGTN两套高清频道，迄今为止依然传送（在EPG打“环球新闻高清”和“环球纪录高清”），起初为服务于2017年金砖国家峰会，亦响应“一带一路福建行”之海上丝绸之路等浓厚色彩的中外文化，实则为临时垫传频道。

### 澳門
2011年11月1日起，由澳廣視在數碼電視74頻道轉播。
2014年起，澳門基本電視頻道開始轉播港台電視數碼頻率，澳門居民亦可在港台電視33中收看到該頻道。
2016年4月2日起，澳門基本電視頻道的原有亞洲電視國際台由港台電視33A代替，全天轉播該頻道。而5月29日早上6時起，港台電視33/33A改爲轉播中央電視台綜合頻道（港澳版）。
雖然港台在2022年7月1日已經再次在港台電視34轉播CGTN紀錄頻道，但澳門基本電視頻道在2017年颱風天鴿后便藉故取消轉播港台電視頻率，如欲收看CGTN紀錄頻道，目前只有收看澳廣視74頻道或自設天線接收港台電視34。

### 香港
2014年1月7日零时，CGTN Documentary（當時為CCTV-9 Documentary）高清版开始以港台電視33名義於香港通過香港電台的數碼电视33频道（UHF頻道編號62，發射頻率802MHz）試播，該频道右上角並没有“高清”或“HD”字样，而是加上香港電台“RTHK 33”台徽，而左上方依舊附有CGTN Documentary台徽。而在当时转播的CCTV-9 Documentary的时期，亦会偶然性存在中国的商业广告，故香港电台会使用港府公益宣传片覆盖掉所转播频道的广告时段，直至CCTV-9 Documentary于2016年停播商业广告為止。
因亚洲电视免費電視牌照不獲續期，香港电台于2016年4月2日凌晨零時起接手提供模拟电视广播服務，港台電視33A是其中一個接播模拟頻道，內容與數碼港台電視33同步，24小時全天候轉播CGTN Documentary。港台電視33A使用原先亞洲電視國際台的模拟频道广播，畫面寬高比例同時由16比9附加上下黑邊而轉成4比3，並於右上角黑邊範圍加上“RTHK 33A”台徽。
因工程需時，初階段香港电台的模擬電視訊號只在11個發射站輸出，覆蓋全港8成人口，部分位於屯門、元朗、港島南區、九龍最東面等地區的市民可能未能接收，但會在6月內能全面覆蓋。
2017年5月23日，香港電台宣布从同年5月29日早上6時起，使用港台电视33、33A频道转播中国中央电视台综合频道（CCTV-1）。港台表示，根据《香港电台约章》规定港台需转播国家电视台节目，港台因此考虑使用33频道转播CCTV-1或CCTV-9英文版；但由于当时亚洲电视正使用15频道转播CCTV-1，故港台选择转播CCTV-9英文版（即后来的CGTN Documentary）的节目。鉴于亚视停播，上述重叠播放的情况已不存在，且多数香港本地观众倾向于收看中文节目，港台遂做出这一决定。播映的最後一個紀錄片節目為《功夫少林》。
之后在2018年1月29日前亚视转型营运的亞洲電視數碼媒體旗下直播平台当中，运营了中国环球电视网两套国内上星的高清频道，即CGTN主频（704频道）和纪录频道（503频道）。2018年7月疑亞洲電視數碼媒體再次因財困問題停止轉播包括本頻道在內所有中國大陆頻道。
2018年7月30日，奇妙電視的綜合英语频道（HOY國際財經台）啟播，於星期日上午时段转播中国环球电视网纪录频道节目。與每日上午轉播中国环球电视网主频道時有所不同，对于频道的休息时段不會作出屏蔽处理。2018年尾，中國環球電視網紀錄頻道以高清畫質登陸香港有線電視722頻道，將繼中國環球電視網（129頻道）、中央電視台新聞頻道（111頻道）、中國中央電視台中文國際頻道（112頻道）和中央電視台戲曲頻道（340頻道）之後，第5條登陸香港有線電視的中央電視台旗下頻道，而旗下的HOY國際財經台與CGTN Documentary轉播時段現正仍然播出中。
2022年6月24日，中央广播电视总台宣布在同年7月1日（亦即香港回歸25週年當日）起由香港电台旗下的港台电视34在香港轉播CGTN Documentary。意味香港免費電視恢复转播此频道。
2024年5月1日，中国环球电视网纪录频道于myTV SUPER607频道启播。

## 节目
主要播放中央电视台及其所属机构（如中国国际电视总公司、中央新影集团）所制作，或由海内外其它纪录片制作机构或电视台制作，央视拥有全球播放权的纪录片。以下来源于CGTN纪录频道官方网站：
- Today's Top Pick
- Humanities and Geography
- Living China
- Special Edition
- Journeys and Discoveries
- History in the Frame

以下为部分曾於CGTN纪录频道播放的纪录片（除特別注明外，其余纪录片均由中央电视台及其所属机构（如中国国际电视总公司、中央新影集团）所制作）：
- 航拍中国（Aerial China）
- 超级工程II（China's Mega Projects II）
- 超级工程III（China's Mega Projects III）
- 如果国宝会说话（Every Treasure Tells a Story）
- 中国通史（A History of China）（电影频道节目中心出品）
- 与全世界做生意（A Biz Date with the World）
- 零零后（Millennium Children）
- 自然的力量（Wild Wonders）
- 创新中国（China Reinvents Itself）
- 茶，一片树叶的故事（Tea: Story of the Leaf）
- 西洋镜：外国摄影师眼中的中国（Zoetrope, China in the Eyes of Foreign Photographers）
- 一城一味（One City, One Flavor）
- 少年与马（The Horseboy）
- 大后方（China's Home Front）
- 我的牛顿教练（My Coach Newton）
- 我从汉朝来（Echoes of the Han）
- 119!（Blazing Hearts）
- 滔滔小河（An Endless River）
- 粉墨人生（Peking Opera: Behind the Greasepaint）
- 三国的世界（The World of the Three Kingdoms）
- 牛（Yaks on the Tibetan Plateau）
- 杰克卡特的生命（Survival: Life in a Xinjiang Desert）
- 世界上的另一个我（Another Me in This World）
- 海路（Sea Routes）
- 邂逅（A Chance of Encounter）
- 城市24小时（24 Hours in the City）
- 北極，北極！（Rediscovering the Arctic）
- 疯狂摄影师（Picture Crazy）
- 城市梦想（Big City Dreams）
- 舌尖上的中国（A Bite of China）
- 舌尖上的中國II（A Bite of China II）
- 过年（第二季）（Ringing in the New Year, Chinese Style II）（吉林电视台出品）
- 锦绣纪（Historical Yarns）
- 我们的小学（Our Primary School）
- 园林（Chinese Garden）
- 丝路，重新开始的旅程（Silk Road: The Journey Goes On）
- 秦腔（Qinqiang Opera）
- 天路故事（The Railway in the Sky）
- 简丹，向死而生（Jian Dan, Being Toward Death）
- 贡秋卓玛（A Tibetan Girl in Beijing）
- 手术200年（200 Years of Surgery）
- 一条河，一座城（A River, A City）
- 南洋家书（Family Letters from Southeast Asia）（厦门广播电视集团出品）
- 百年警察之武汉1911（New Force, New Era: Wuhan 1911）
- 特殊职业（A Job Like No Other）
- 最后的蒸汽小火车（The Last Little Locos）
- 中国队长（China's Captain Courageous）
- 问禅大洪山（Buddhism in Mount Dahongshan）
- 寻找女儿国（The Kingdom of Women）
- 书迷（Bookworms）
- 环球同此凉热（Between Man and Nature）
- 魅力津巴布韦（Glamorous Zimbabwe）
- 百年易俗社（The Yisu Opera Troupe）
- 火焰上的歌者（The People's Musician: Nie Er）
- 青色之海（The Blue Sea in the Sky）
- 梁思成林徽因（Liang and Lin）
- 敦煌伎乐天（Dunhuang: History's Heavenly Stage）
- 野性“淘淘”（Tao Tao's Return to the Wild）
- 手艺（Handicrafts）
- 古村荻港（Digang, an Ancient Chinese Village）
- 采集部落闯海人（Sea Adventurers）
- 合唱团（The Choir）
- 档口生存记（The Survival of the Stalls）
- 两个人的邮局（A Post Office of Two People）
- 南明河（Along the Nanming River）
- 澶渊之盟（The Chanyuan Treaty）
- 美丽克什克腾（Wild Hexigten）
- 青城记忆（Memory of the Blue City）（呼和浩特市委宣傳部和中經全媒體聯合攝製）
- 风追司马（The Story of Sima Qian）
- 你好陌生人（People You Meet）
- 特日格乐（The Moon Also Shines）
- 蔚蓝之境（The Blue World）
- 记住乡愁（Rediscovering Home Truths）
- 闽台祖地（Gushi County, Ancestral Home of the People of Fujian and Taiwan）
- 当卢浮宫遇见紫禁城（When the Louvre Meets the Forbidden City）
- 魅力阿根廷（Glamorous Argentina）
- 中国之新（New Face of China）
- 小海鲜（The Taste of the Sea）
- 苏东坡（Su Dongpo）
- 行走的风景（Changing Times）（新华社製作）
- 有一种生活叫订制（Custom-made for Life）
- 拯救查干淖尔（Rescuing Chagannao'er Lake）
- 广州故事（Guangzhou Stories）
- 武汉战役纪（The Lockdown:One Month in Wuhan）
- 即将毕业的启智班（Flying the Nest）
- 皇城边的村落（The Hamlets of Beijing）
- 魅力斯洛文尼亚（Glamorous Slovenia）
- 造物者（Makers: Craftsmen’s Chronicles）
- 瀚海绿洲（Blades of Grass）
- 金沙迷雾（The Mysterious Jinsha）
- 问道楼观（The Heart of Taoism）
- 秘境广西（Mysterious Guangxi）
- 消失的古国（The Lost Kingdoms）
- 海外学者看中国（China in the Eyes of Foreign Scholars）
- 我们在延安（Yan'an Chronicles）
- 传承（Cultural Inheritance）
- 玩味京城 第二季（City of Joy II）
- 美丽西江（The Beautiful Xijiang River）
- 新青年，老手艺（Old Crafts, Young Masters）
- 战场记忆—俄罗斯二战老兵口述历史（Recollections of WWII, Russia）
- 返本还源（Feet on the Ground, Eyes to the Future）（凤凰卫视製作）
- 魅力瓦努阿图（Glamorous Vanuatu）
- 大运河（The Grand Canal）
- 花开中国（Signature Flowers of China）
- 美丽乡村（Back to the Village）
- 江山多娇 - 长征中的那山那水那路（Land So Rich in Beauty:Stories of the Long March）
- 印记（Heritage of Hunan）
- 嗨！东盟（Hi ASEAN:the Belt and Road Tour）（北京电视台出品）
- 魅力柬埔寨（Glamorous Cambodia）
- 本草中華（Medicinal Herbs of China）（上海纪实频道所属“云集将来传媒公司”和愛奇藝聯合出品）
- 中国女红（Magic at Their Fingertips）
- 这里是新疆（This is Xinjiang）
- 西北孔道（China's Secret Lifeline）
- 魅力印度尼西亚（Glamorous Indonesia）
- 业内人士（Insiders）
- 追寻宋金时代的别样生活（Unsung Triumphs of the Song）
- 苏州影像志（Shades of Suzhou）
- 中国古建筑（Ancient Chinese Architecture）
- 光阴的故事-中越情谊（Story of Time: China -Vietnam Friendship）
- 三国的世界（The World of the Three Kingdoms）
- 天山走廊（Mysteries of the Tianshan）
- 南明河（Along the Nanming River）
- 法医宋慈（Song Ci, the Coroner）
- 光影追梦人（Shadow Puppetry Dreamers）
- 阿斯哈图石林（Stone Forest of Arshihaty）
- 正义之剑 — 战后中国对日战犯审判档案揭秘（Japanese War Criminals on Trial）
- 南僑機工—被遺忘的衛國者（The Overseas Transport Volunteers）
- 成本华 — 一个被遗忘的抗日女兵（Cheng Benhua, Forgotten Female Soldier）
- 神秘的草原石窟（Mysterious Grassland Grottoes）
- 濠江故事（Macao: From Yearning to Fulfilment）
- 魅力巴亚新几内亚（Glamorous Papua New Guinea）
- 小岗紀事（Xiaogang Village Today）
- 开启时间的封印（Opening the Seal of Deep Time）
- 纳西鹰猎（Naxi Eagle Hunters）（昆明蹊径文化传播有限公司与云南师范大学传媒学院联合制作）
- 七三一（Unit 731）
- 夫妻搭档（Couples）
- 鸭绿江纪事（Chronicles of the Yalu River）
- 螃蟹的征途（The Journey of Crabs）
- N帕斯卡（Under Pressure）
- 永远的香格里拉（Shangri-La Forever）
- 西藏发现（Discovering Tibet）
- 茅山（Tales from Maoshan）
- 阽危之域（Uncharted Waters）（凤凰卫视製作）
- 大数据时代（The Big Data Era）
- 我给祖国唱首歌（Singing for My Motherland）
- 乘着绿皮车去旅行（The Slow Train Home）
- 村裡达人 第二季（Village Experts II）
- 湘西（The Flavor of Western Hunan）
- 纳西故事（Naxi Story）
- 活佛转世 - 达赖喇嘛是如何产生的（The Reincarnation of Living Buddhas - How is the Dalai Lama chosen）
- 南洋共商（Hand in Hand to A Brighter Future）（凤凰卫视製作）
- 有个学校叫南开（Nankai - A School’s Odyssey）
- 抗美援朝保家卫国（Aid Korea, Resist the US, Keep China Safe）
- 武则天之谜（Wu Zetian）
- 大风歌 - 中国一战沧桑录（Chinas Struggles in World War One）
- 青春鹦哥岭（Yinggeling Conservation Area）
- 2020 我们的脱贫故事（Stories of Poverty Alleviation in the year 2020）
- 中国扶贫故事（China Stories of Poverty Alleviation）
- 自然守望者 第四季（Nature Wardens IV）
- 和你在一起（I'm Here for You）
- 中国手作 第一季 - 木作（Chinese Handicraft·Woodworking）
- 红色通道（Healthy Vessels, Healthy Heart）
- 魅力巴巴多斯（Glamorous Barbados）
- 阿炳传奇（Legend of Abing）
- 长安街（Changan Avenue）
- 金融风波1948（1948:The Road to Ruin）
- 他们与天地永存（Heroes 1931-1945）
- 玩转体育（The Joy of Sports）
- 晋阳传奇（Beneath The Yellow Earth）
- 贝家花园往事（Tales from the Western Hills）
- 微观世界（A Micro-universe）
- 武功山（Wugong Mountains）
- 天涯厨王（The Wandering Chef’s Yunnan Adventure）
- 音乐公路之旅（The Music Highway）
- 法租界巡捕房（The French Concession in Shanghai:Tales from the Police Station）
- 古代国家工程矿冶传奇（The Legend of Mining and Metallurgy）
- 围棋（The Game of Go）
- 广府春秋（Memoirs of Guangdong）
- 大工告成 北京大兴国际机场（Beijing Daxing International Airport – Airport of the Future）
- 魅力斯兰卡（Glamorous Sri Lanka）
- 超级装备（Mega Equipment）
- 百年巨匠（20th Century Masters）
- 红色追梦人（The Allure of the Red Dream）
- 花開中國（Signature Flowers of China）
- 生命之盐（Salt for Life）
- 魅力希腊（Glamorous Greece）
- 世界上的另一个我·南美季（Another Me in the World ·South America）
- 天下妈祖（Mazu and the World under Her Wing）
- 医院里的故事（Lifesavers）
- 功夫少林（The Kung Fu Shaolin）
- 云上的乐声（Musical Breakthroughs）
- 北斗（BeiDou Navigation Satellite System）
- 寻找潘德明（In Search of Poon Tuck-ming）
- 皇后大道中18号（No.18 of Queen's Road）
- 城门几丈高（The City Wall is Falling Down）
- 昆虫的盛宴（A Feast of Insects）
- 陆浑戎探秘（Discovering Luhunrong Tribe）
- 文学的故乡（The Homeland of Literature）
- 大儒朱熹（The Master Confucian Zhu Xi）
- 情暖濠江（Macao: Better Every Day）
- 我们走在大路上（Historic Journey）
- 法医密档（Forensic Case Files）
- 我的硬核社区（When We Pull Together）
- 公元一六四四（A.D.1644）
- 解密3D打印机（A Look Inside 3D Printers）
- 往事如歌（Singers and Nation Builders）
- 穿越海上丝绸之路（Tales from the Silk Road of the Sea）
- 敢教日月换新天（Making a new china）
- 旅顺记忆（The Scar of Lushun）
- 无畏的旅行（Fearless Journey）
- 第三极（Roof Of The World）
- 我们这五年（China Lives）
- 从〈中国〉到中国（From Chung Kuo to China）
- 月色无眠（Beijing after Midnight）
- 大国工匠（Masters of Their Craft）
- 远方未远 - 一带一路上的华侨华人（Reaching Far: Overseas Chinese on the Belt and Road）
- 中国创业者（China's Entrepreneurs）
- 中國新疆 反恐前沿（Fighting Terrorism in Xinjiang）
- 幕後黑手——“東伊運”与新疆暴恐（The Black Hand — ETIM and Terrorism in Xinjiang）
- 巍巍天山——中國新疆反恐記憶（Tianshan: Still Standing - Memories of Fighting Terrorism in Xinjiang）
- 暗流涌動——中國新疆反恐挑戰（The War in the Shadows: Challenges of Fighting Terrorism in Xinjiang）
- 天山南北—中国新疆生活纪实（Beyond the Mountains: Life in Xinjiang）